# Canthon quadripunctatus
Canthon quadripunctatus là một loài bọ cánh cứng trong họ Bọ hung (Scarabaeidae).